# Survivor: Borneo
A Survivor: Borneo az amerikai CBS csatorna Survivor című valóságshowjának első évada. Eredetileg Survivor néven sugározták, de a hivatalos címet megváltoztatták előbb Survivor: Pulau Tigára, hogy megkülönböztessék a műsor többi szériájától, később pedig Survivor: Borneóra. A műsor forgatása 2000. március 13-tól 2000. április 20-ig tartott, majd 2000. május 31-én volt a premierje. A műsorvezető Jeff Probst volt, összesen 39 napig tartott a játék 16 versenyző részvételével. A helyszín a Dél-kínai-tenger volt, a távoli malajziai Pulau Tiga szigeten, Sabah államban, nagyjából 6 mérföldnyire (9,7 kilométerre) északra Borneótól.
A tizenhat versenyzőt először két törzsre bontották, amelyek a Tagi és a Pagong neveket kapták a partok elnevezése után. Amikor már csak tíz játékos maradt, akkor a versenyzők egy törzsbe egyesültek, amelynek a Rattana nevet választották. Míg a Tagi és a Pagong elnevezéseket a producerek választották, addig a Rattana nevet Sean Kenniff és Jenna Lewis versenyzők választották a szigeten nagy mennyiségben fellelhető rotángpálma (angolul: rattan) miatt. A 39 napos küzdelem végén a vállalati oktató Richard Hatch került ki győztesen, miután legyőzte a vadvízi evezői idegenvezetéssel foglalkozó Kelly Wiglesworth-öt a zsűri 4-3 arányú döntése értelmében.
2000. augusztus 23-án a Survivor: Borneo fináléja lett a Survivor valaha volt legnagyobb nézettséget elért adása az 51,7 milliós nézettségével. A Nielsen beszámolója szerint 125 millió ember tekintette meg legalább részben a finálét. 2004. május 11-én DVD-n is megjelent az évad. 2006-ban Hatch azzal került a hírekbe hogy kiderült, hogy nem vallotta be nyereményét és egyéb jövedelmét az adóhatóságnak, így 51 hónapnyi börtönbüntetésre ítélték.

## Elkészítés
1998-ban a CBS felajánlotta Mark Burnett-nek a lehetőséget, hogy mutassa be a producereknek, hogy milyen ötlete van egy valóságshow-ra. 1999 októberében a CBS meghallgatást tartott egy új koncepcióval rendelkező valóságshow számára. Ez az ötlet a Survivor volt, amelyben tizenhat ember egy szigeten ragadt 20 mérföldre (32 km-re) Borneótól. Tíz fő kamera volt jelen a szigeten, hogy megörökítse a számkivetettek mindennapjait. Minden harmadik napon a játékosok Törzsi Tanácsot tartottak, amely során az egyik versenyzőt kiszavazták a szigetről. Az utolsó játékos a szigeten pedig egymillió dollárt nyert.
Több mint 6000 ember jelentkezett a show-ra, közülük 800 számára tartottak meghallgatást tizenhat különböző városban. 48 embert választottak ki, majd miután a producerek ellenőrizték a hátterüket és tesztelték pszichológiai rátermettségüket, meglett a végső 16 játékos és 2 tartalék versenyző.
Amíg a túlélők a játék kezdetét várták, a Survivor készítői előkészítették a szigetet a jutalom és védettségi játékokra, eltávolították a veszélyes tárgyakat, leellenőrizték, hogy a helyszíneken vannak-e egészségre ártalmas állatok, illetve megépítették a Törzsi Tanács helyszínét. A felvételeket készítő kamerásokat és egyéb stábtagokat három héttel korábban a szigetre küldték tesztelésre. A szigeten a törzsekkel ellentétes oldalon főhadiszállást állítottak fel a producereknek és a stábtagoknak a szigeten eltöltendő időszakra. A létesítmény számos folyóvízzel ellátott tradicionális lakókocsiból, televíziókból és egy telefonvonalból állt. A Törzsi Tanács helyszínét közel 200 méterre építették meg a készítők lakóhelyétől. A Törzsi Tanács egy közel tízszer tíz méter nagyságú falak nélküli platformon került elhelyezésre. Közepén egy hatalmas tűz került beépítésre, amely a fáklyák tüzét biztosította. A fáklyák tüze képviselte a számkivetettek életét a játékban.
2000. március 7-én a versenyzők Los Angelesbe repültek, majd onnan Kota Kinabalu városába, amely a malajziai Borneó része. Onnan hajóval vitték őket a szigetükre. A játékosok nem beszélhettek egymással amíg fel nem szálltak a partjukra tartó hajójukra. A két törzs Tiga szigetének két különböző pontjára került, táborukat 20 mérföld (32 km)  erdő választotta el. A számkivetetteket gazdag vadvilág, így számos piton, bungarus, vipera, majom, varánuszféle és fehérhasú rétisas vette körül.

## Versenyzők
Összesen tizenhat versenyző volt, akiket két törzsre, a Tagira és a Pagongra osztottak fel. Miután hat játékos kiesett, a törzseket egyesítették egyetlen törzsre, a Rattanára. Hét játékosból állt a zsűri, akik végül eldöntötték, hogy ki nyerje meg az egymillió dolláros főnyereményt.

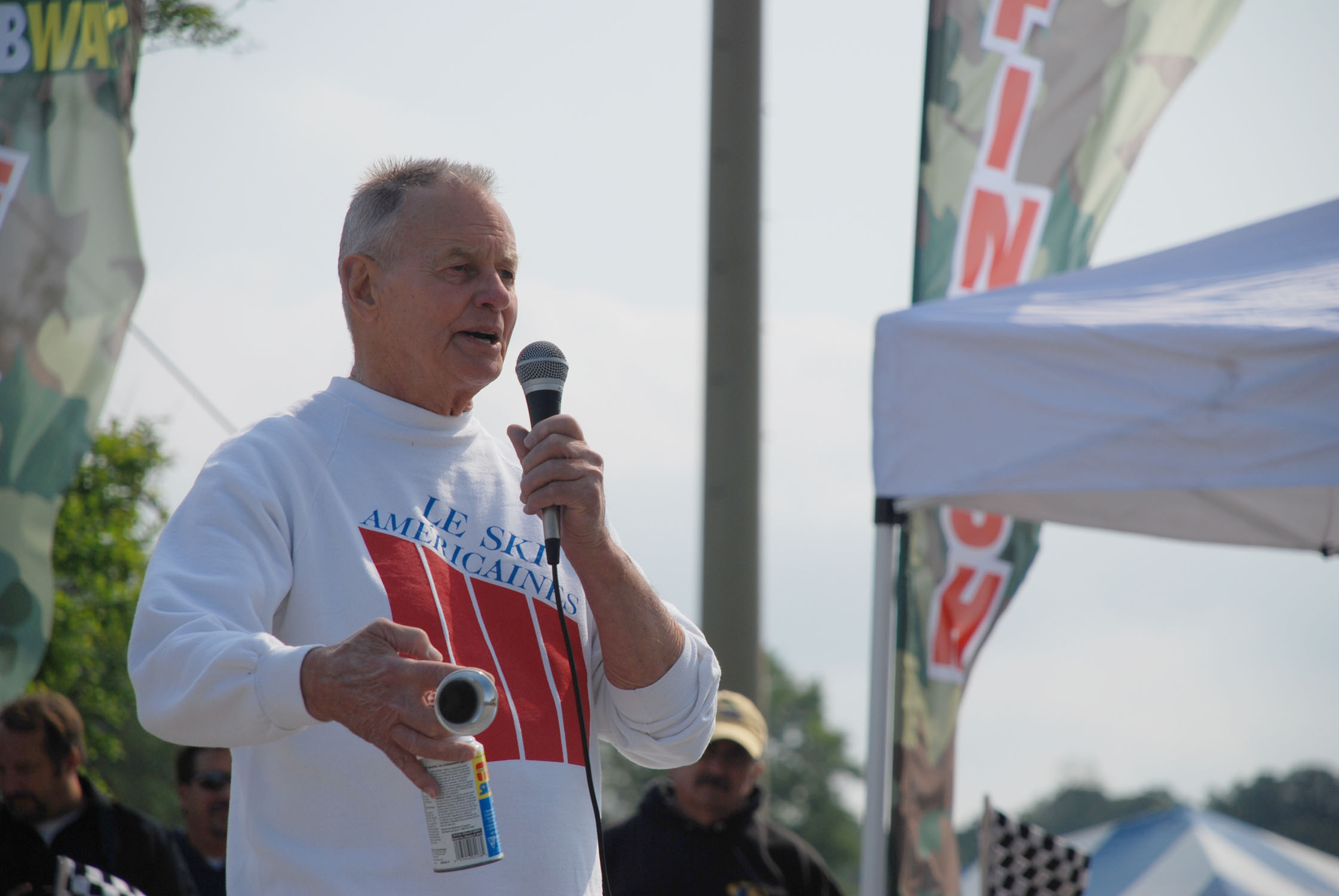
Rudy Boesch

| Versenyző                                      | Eredeti törzs | Egyesített törzs       | Végső helyezés                      |
| ---------------------------------------------- | ------------- | ---------------------- | ----------------------------------- |
| Sonja Christopher 63, Walnut Creek, Kalifornia | Tagi          |                        | 1. kiszavazott 3. nap               |
| B.B. Andersen 64, Mission Hills, Kansas        | Pagong        | 2. kiszavazott 6. nap  |                                     |
| Stacey Stillman 27, San Francisco, Kalifornia  | Tagi          | 3. kiszavazott 9. nap  |                                     |
| Ramona Gray 29, Edison, New Jersey             | Pagong        | 4. kiszavazott 12. nap |                                     |
| Dirk Been 23, Spring Green, Wisconsin          | Tagi          | 5. kiszavazott 15. nap |                                     |
| Joel Klug 27, Sherwood, Arkansas               | Pagong        | 6. kiszavazott 18. nap |                                     |
| Gretchen Cordy 38, Clarksville, Tennessee      | Pagong        | Rattana                | 7. kiszavazott 21. nap              |
| Greg Buis 24, Gold Hill, Colorado              | Pagong        | Rattana                | 8. kiszavazott 1. zsűritag 24. nap  |
| Jenna Lewis 22, Franklin, New Hampshire        | Pagong        | Rattana                | 9. kiszavazott 2. zsűritag 27. nap  |
| Gervase Peterson 30, Willingboro, New Jersey   | Pagong        | Rattana                | 10. kiszavazott 3. zsűritag 30. nap |
| Colleen Haskell 23, Miami Beach, Florida       | Pagong        | Rattana                | 11. kiszavazott 4. zsűritag 33. nap |
| Sean Kenniff 30, Brooklyn, New York            | Tagi          | Rattana                | 12. kiszavazott 5. zsűritag 36. nap |
| Susan Hawk 38, Palmyra, Wisconsin              | Tagi          | Rattana                | 13. kiszavazott 6. zsűritag 37. nap |
| Rudy Boesch 72, Virginia Beach, Virginia       | Tagi          | Rattana                | 14. kiszavazott 7. zsűritag Día 38  |
| Kelly Wiglesworth 22, Kernville, Kalifornia    | Tagi          | Rattana                | Finalista                           |
| Richard Hatch 39, Newport, Rhode Island        | Tagi          | Rattana                | Győztes                             |

## Az évad összegzése
A tizenhat versenyzőt két nyolc főből álló törzsre osztották fel, a Tagira és a Pagongra. Mindkét törzs hasonló sikereket ért el a kihívásokon, de különböztek felépítésükben. A Pagongot a fiatalabb, gondtalan tagok dominálták, míg a Tagiban Kelly, Richard, Rudy és Susan szövetséget hoztak létre, hogy csapatban szavazhassanak, ezzel biztosítva játékban maradásukat. Mikor tíz játékos maradt - mindkét törzsből öten - egyesítették a törzseket egy Rattana nevű új törzsbe. A szövetséges stratégia sikeresnek bizonyult, a négy versenyző pedig kihasználta, hogy a többi játékos nem rendelkezett szavazási stratégiával amivel dominanciát szerezhettek volna. Később széthúzás alakult ki a szövetségben miután Kelly-t nem tartották megbízhatónak, de sorozatban négy védettségi játékban is győzni tudott, így nem lehetett kiszavazni.
Mikor csak a szövetség négy tagja maradt, a szavazás először döntetlennel ért véget; a közeli szövetséges Richard és Rudy Susan-re szavaztak, míg Susan és Kelly Richard-ra voksoltak. A megismételt szavazásnál Kelly úgy döntött, hogy megváltoztatja szavazatát, amivel Susan kiesett a játékból. Miután az utolsó védettségi játékot is megnyerte, Kelly úgy döntött, hogy Rudy-t ejti ki a versenyből, mert úgy vélte, hogy jobb esélyekkel indul Richard ellen. Az utolsó Törzsi Tanácson Susan kemény kritikákkal illette Kelly-t, amiért megváltoztatta szavazatát és kijelentette, hogy Richard-ot fogja támogatni. Richard stratégiai érzékét és vezetői szerepét többre értékelték Kelly lenyűgöző teljesítményénél amit a kihívásokban mutatott be, így a zsűri végül 4-3 arányban Richard-ot választotta győztesnek.
| Epizódcím                 | Eredeti vetítési dátum | A kihívás(ok) győztese(i) | A kihívás(ok) győztese(i) | Kiesett  | Eredmény                            |
| Epizódcím                 | Eredeti vetítési dátum | Jutalom                   | Védettség                 | Kiesett  | Eredmény                            |
| ------------------------- | ---------------------- | ------------------------- | ------------------------- | -------- | ----------------------------------- |
| "The Marooning"           | 2000. május 31.        | Pagong                    | Pagong                    | Sonja    | 1. kiszavazott 3. nap               |
| "The Generation Gap"      | 2000. június 7.        | Pagong                    | Tagi                      | B.B.     | 2. kiszavazott 6. nap               |
| "Quest for Food"          | 2000. június 14.       | Tagi                      | Pagong                    | Stacey   | 3. kiszavazott 9. nap               |
| "Too Little, Too Late?"   | 2000. június 21.       | Tagi                      | Tagi                      | Ramona   | 4. kiszavazott 12. nap              |
| "Pulling Your Own Weight" | 2000. június 28.       | Pagong                    | Pagong                    | Dirk     | 5. kiszavazott 15. nap              |
| "Udder Revenge"           | 2000. július 5.        | Pagong                    | Tagi                      | Joel     | 6. kiszavazott 18. nap              |
| "The Merger"              | 2000. július 12.       | –                         | Greg                      | Gretchen | 7. kiszavazott 21. nap              |
| "Thy Name Is Duplicity"   | 2000. július 19.       | Greg                      | Gervase                   | Greg     | 8. kiszavazott 1. zsűritag 24. nap  |
| "Old and New Bonds"       | 2000. július 26.       | Colleen, [Jenna]          | Rudy                      | Jenna    | 9. kiszavazott 2. zsűritag 27. nap  |
| "Crack In the Alliance"   | 2000. augusztus 2.     | Gervase                   | Richard                   | Gervase  | 10. kiszavazott 3. zsűritag 30. nap |
| "Long Hard Days"          | 2000. augusztus 9.     | Sean, [Richard]           | Kelly                     | Colleen  | 11. kiszavazott 4. zsűritag 33. nap |
| "Death of an Alliance"    | 2000. augusztus 16.    | Kelly                     | Kelly                     | Sean     | 12. kiszavazott 5. zsűritag 36. nap |
| "Season Finale"           | 2000. augusztus 23.    | –                         | Kelly                     | Susan    | 13. kiszavazott 6. zsűritag 37. nap |
| "Season Finale"           | 2000. augusztus 23.    | –                         | Kelly                     | Rudy     | 14. kiszavazott 7. zsűritag 38. nap |
| "Season Finale"           | 2000. augusztus 23.    | Zsűriszavazás             |                           |          |                                     |
| "Season Finale"           | 2000. augusztus 23.    | Kelly                     | Finalista                 |          |                                     |
| "Season Finale"           | 2000. augusztus 23.    | Richard                   | Győztes                   |          |                                     |

## Fordítás
- Ez a szócikk részben vagy egészben  a   Survivor: Borneo című angol Wikipédia-szócikk fordításán alapul.  Az eredeti cikk szerkesztőit annak laptörténete sorolja fel. Ez a jelzés csupán a megfogalmazás eredetét és a szerzői jogokat jelzi, nem szolgál a cikkben szereplő információk forrásmegjelöléseként.